# Artemis Amarynthias tempel
Artemis Amarynthias tempel var ett tempel i Amarynthos i Euboea i Grekland, tillägnat Artemis.
Templet uppfördes ursprungligen på 600-talet f.Kr. Det dedikerades åt gudinnan Artemis. 
Det var en betydande helgedom och ett centrum för dyrkan av Artemis i norra Grekland. Strabo beskrev firandet av Artemis vid helgedomen.
Templet stängdes under förföljelserna av hedningar i Romarriket. 